# 三氟乙酸钯
三氟乙酸钯是钯的一种羧酸盐，化学式为Pd(CF3COO)2。它可由乙酸钯和三氟乙酸反应制得。它在乙酸乙酯中和二甲基亚砜（DMSO）反应，可以得到Pd(DMSO)2(CF3COO)2。它可用作C-H芳基化反应的催化剂。